# Eurolaul 2008
El XV y último Eurolaul se celebró el 2 de febrero de 2008, para elegir a los representantes de Estonia en el Festival de la Canción de Eurovisión 2008, en cuya primera semifinal, la del 20 de mayo, tenía que participar Estonia.
ERR invitó a seis compositores, retirándose uno de ellos. Las otras cinco canciones fueron elegidas mediante concurso. Por alguna razón, el público estonio rompió con la tradición de enviar artistas profesionales al festival y eligió como sus representantes al trío humorísto Kreisiraadio, con la canción Leto svet. 
Éstos no fueron los únicos humoristas de aquella edición del festival, sino que fueron acompañados por Rodolfo Chikilicuatre y El pavo Dustin. Sin embargo, el hecho de quedar Estonia en la semifinal con unos humoristas desprestigió definitivamente al Eurolaul e hizo que ésta fuera su última edición, siendo reemplazado al año siguiente por el Eesti Laul.

## Resultados
| N.º | Artista                          | Canción              | 1ª ronda | 2ª ronda | Place |
| --- | -------------------------------- | -------------------- | -------- | -------- | ----- |
| 1   | Kreisiraadio                     | Leto svet            | 31429    | 52518    | 1     |
| 2   | SKA Faktor                       | Real Big Money       | 1444     | –        | 6     |
| 3   | Rolf Junior                      | One on One           | 2660     | –        | 4     |
| 4   | Taavi Peterson                   | Question Man         | 837      | –        | 9     |
| 5   | Kristjan Kasearu & Paradise Crew | Üksinduses           | 1189     | –        | 7     |
| 6   | Birgit Õigemeel                  | 365 Days             | 6699     | 12990    | 3     |
| 7   | Luisa Värk & Traffic             | It's Never Too Late  | 866      | –        | 8     |
| 8   | Supernova                        | Stefani              | 646      | –        | 10    |
| 9   | Iiris Vesik                      | Ice-cold Story       | 16682    | 30963    | 2     |
| 10  | Margus Vaher & Luisa Värk        | God Inside Your Soul | 2399     | –        | 5     |